# Györgyi Kálmán (jogász)
Györgyi Kálmán (Budapest, 1939. május 24. – 2019. február 17.) magyar büntetőjogász, 1990 és 2000 között a Harmadik Magyar Köztársaság legfőbb ügyésze.

## Családja
Édesapja, dr. Györgyi Géza röntgen és belgyógyász szakorvos, édesanyja Zámor Magdolna.

## Életpályája
Az ELTE Állam- és Jogtudományi karán szerzett jogászi diplomát 1964-ben. 1969 és 1970-ben az Albert Ludwigs Egyetemen tanult, Freiburg im Breisgau-ban (NSZK). Tanulmányainak befejezése után az ELTE ÁJTK büntetőjogi tanszékén lett gyakornok, majd 1965 és 1969 között adjunktus, 1979 és 1990 között pedig docens.

### Tanárként és kodifikátorként
Tanulmányainak befejezése után az ELTE JTK büntetőjogi tanszékén lett gyakornok, 1965 és 1969 között adjunktus, 1979 és 1990 között docens. Közben 1979 és 1985 között a jogi kar dékánhelyettese, majd 1989 és 1990 között dékánja tisztségét töltötte be. A Magyar Jogász Szövetség választmányának a tagja 1985-től. Részt vett a kodifikációs munkában is, így például 1974 és 1978 között az Igazságügyi Minisztérium büntetőjogi kodifikáció bizottságának tagjaként.

### Legfőbb ügyészként
- 1990-ben az Országgyűlés a Magyar Köztársaság legfőbb ügyészévé választotta. 1996-ban további hat évre választották legfőbb ügyésszé.
- 2000. március 6-án indoklás nélkül mondott le, bár megbízatása csak 2002 májusában járt volna le. (Megegyezett Áder Jánossal, az Országgyűlés elnökével, hogy nem tölti ki 6 hónapos lemondási idejét és 2000. május 15-én távozott hivatalából). Utóda Polt Péter lett.

Györgyi Kálmán elfogadta Dávid Ibolya igazságügy-miniszter felkérését, és ezt követően a büntetőjogi kodifikációért felelős miniszteri biztos volt.

## Díjai, elismerései
- Szalay László Emlékérem (1988)[3]
- A Német Szövetségi Köztársaság nagy érdemrendje csillaggal és vállszárnnyal(wd) (1995)
- Finkey Ferenc-díj (2000)[3]
- Kozma Sándor-díj (2003)[3]
- A Magyar Köztársasági Érdemrend középkeresztje a csillaggal (2006)
- Húszéves a Köztársaság díj (2009)[4]

## Fontosabb művei
- A Büntető Törvénykönyv kommentárja (I. és II., társszerzőként, 1968)
- Büntetőjog. Általános rész (I. és II., társszerzőként, 1973)
- Békés Imre–Györgyi Kálmán–Papp László: Büntetőjog; Államigazgatási Főiskola, Bp., 1979
- Büntetések és intézkedések (1984)
- A Büntető Törvénykönyv magyarázata (I. és II., társszerzőként, 1986)
- Dr. Horváth Tibor professzor szakirodalmi munkásságának bibliográfiája; összeáll. Györgyi Kálmán; Nehézipari Műszaki Egyetem, Miskolc, 1987
- Györgyi Kálmán–Kónya Imréné–Margitán Éva: Az állam elleni bűncselekményekre vonatkozó rendelkezések módosításáról; ELTE, Bp., 1990 (A jogi felelősség és szankciórendszer elméleti alapjai)